# Weeting Castle

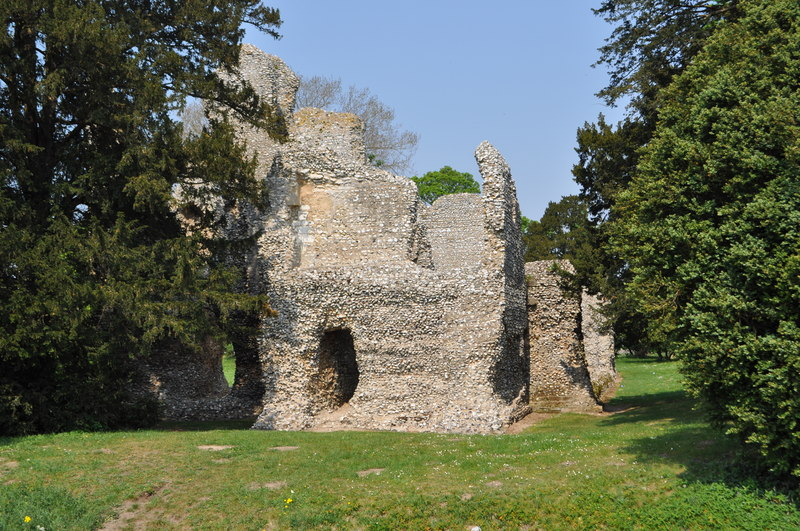
Die Ruinen von Weeting Castle

Weeting Castle ist die Ruine einer Burg im Dorf Weeting in der englischen Grafschaft Norfolk. Es handelte sich eigentlich um ein dreistöckiges, befestigtes Herrenhaus aus den 1130er Jahren. Es hatte einen großen, offenen Saal und einen angebauten, zweistöckigen Block mit Schlafkammern. An der Nordwestecke des Burggrabens aus dem 14. Jahrhundert befindet sich ein gewölbtes Eishaus aus Ziegeln. In der Nähe der Kirche ist ein Parkplatz. Man denkt, dass die Anlage um 1390 aufgegeben wurde. Heute wird sie von English Heritage verwaltet und ist öffentlich zugänglich.